# Трифонов, Андрей Алексеевич
Андрей Алексеевич Трифанов (при рождении — Трифанов; 27 декабря 1919, д. Трофимовская, Олонецкая губерния — 28 декабря 1986, пос. Важины, Ленинградская область) — командир отделения 5-го гвардейского воздушно-десантного батальона 4-я гвардейской воздушно-десантной Овручской Краснознамённой орденов Суворова и Богдана Хмельницкого дивизии; гвардии старший сержант; полный кавалер ордена Славы.

## Биография
Родился в семье крестьянина-бедняка.
В 1939 году был призван в ряды Красной Армии; служил в 170-м отдельном стрелковом батальоне Тихоокеанского флота (Владивосток), с августа 1942 — в Уральском военном округе, затем воевал на Северо-Западном фронте.
10 ноября 1943 года предотвратил взрыв противником моста на дороге Чернобыль — Терехи. 11-12 ноября, находясь в инженерной разведке, отбил контратаку гитлеровцев. 31 декабря 1943 года награждён орденом Славы 3 степени.
19—20 августа 1944 года во время Ясско-Кишинёвской операции в районе города Сату-Маре под непрерывным огнём противника сделал проходы в минных полях, обеспечив наступательные действия наших частей. 27 августа организовал десантную переправу через реку Сирет, силами своего отделения переправил батальон и спецподразделения 9-го воздушно-десантного полка. 17 сентября 1944 года был награждён орденом Славы 2 степени.
26 марта 1945 года в районе города Кремница разминировал минное поле; 1 апреля подавил пулемётную точку, лично уничтожив 5 солдат противника. 15 мая 1946 года был награждён орденом Славы 1 степени.
С 1946 года, после демобилизации из рядов Советской Армии, работал в органах милиции. В 1961 году вышел на пенсию.
Похоронен в посёлке Курпово (Подпорожский район).

## Награды
- Медаль «За отвагу» (8.8.1943)[5]
- орден Славы 1-й (15.5.1946)[2], 2-й (17.9.1944)[4] и 3-й степени (31.12.1943)[3]
- Орден Отечественной войны I степени (11.3.1985)[2]
- Почётный гражданин города Подпорожье Ленинградской области (26.6.1986).

## Память
- Именем Героя названа улица в поселке Важины.

## Комментарии
1. ↑  Деревня Трофимовская входила в состав Кекозерского (с 1.1.1922 — Каргинского) сельсовета Винницкой волости Лодейнопольского уезда Олонецкой (с 1.9.1922 — Ленинградской) губернии; с 1.8.1927 по 31.12.1963 — в состав Каргинского сельсовета Винницкого района Ленинградской области[1]. После упразднения Винницкого района его территория входит в состав Подпорожского района.